# 小室山
小室山（こむろやま）は、静岡県伊東市にある標高321mの山。眺望に優れ、同市の観光スポットの一つ。山頂周辺および北西山麓に、小室山公園が造成されている。

## 地史・地形
同山は、伊豆半島の東部にある伊豆東部火山群を構成する小型の火山で、およそ1万6000年前の噴火によって形成されたスコリア丘である。

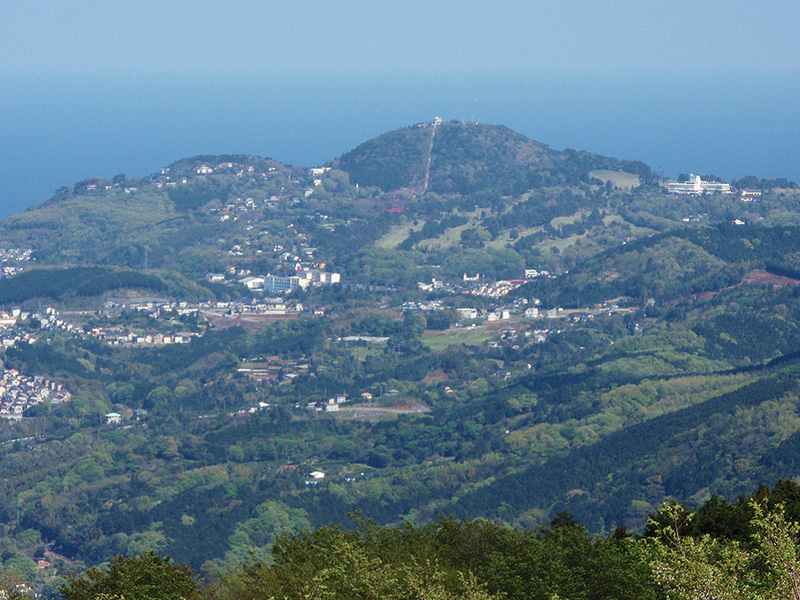
西から見た小室山火山。

小室山火山の、スコリア丘の直径は麓で700m、麓からの比高は150mほど。山頂には小さな火口の窪みがある。
小室山火山は伊豆東部火山群で最大の5億3000万トンもの多量の溶岩を四方に流出させている。東麓の川奈ホテルゴルフコースはこの厚い溶岩流による平坦面上に造られ、川奈港の入り江もこの溶岩流が海に張り出したことによるもの。

## 歴史
山頂の火口の窪みに小さな小室神社が置かれている。小室神社の歴史は、1703年の元禄地震で壊滅的な被害を受けた小田原藩の藩主であった大久保忠増によって、1705年に創建されたことにはじまる。祭神は、愛宕大権現、金刀比羅大神、火産霊大神の三つ。
小室山はかつて草山であった。1962年頃に植林が行われ、1962年10月1日に東海自動車によって観光リフトが開業、1966年10月1日に山麓の小室山レストハウスが開業した。このうち1966年建設の小室山レストハウス（旧施設）については、2023年7月20日にレストラン「kitchen・218」としてリニューアルすることになった。

## 観光
山体西側に観光リフトがある。また遊歩道が整備されており、徒歩でも登頂が可能である。山頂には展望台もあり360度の眺望がある。なお、西麓の小室山公園ではツツジが広範囲に植樹され、春にはつつじ祭りが行われる。

## 送信施設（コミュニティFM放送）
当山には1998年（平成10年）5月3日開局し、コミュニティ放送局であるエフエム伊東の送信所が2022年2月8日、大室山から移転され、出力も増力された。
| 放送局名 （愛称）                   | コールサイン | 周波数 （MHz） | 空中線 電力 | ERP | 放送対象地域 | 放送区域 内世帯数 |
| ----------------------------------- | ------------ | -------------- | ----------- | --- | ------------ | ----------------- |
| エフエム伊東 （なぎさステーション） | JOZZ6AH-FM   | 76.3           | 20W         | -   | 伊東市       | 約-世帯           |

## テレビ中継局
- 同地に設置されているテレビ中継局については伊東小室山テレビ中継局を参照の事。